# Aziatische Spelen 1974
De zevende Aziatische Spelen werden gehouden in het Iraanse Teheran van 1 september tot 16 september 1974. Het was de eerste maal dat de Aziatische Spelen georganiseerd werden in het Midden-Oosten. Iran was gastheer voor 3010 atleten uit 25 landen, het hoogste aantal sporters dat tot dan toe aan de Spelen had deelgenomen.
De officiële opening in het Aryamehr stadion werd verricht door Mohammed Reza Pahlavi, de atleteneed werd afgelegd door Mansour Barzegar en de olympische fakkel werd ontstoken door Golverdi Peimani.
Schermen, Gymnastiek en vrouwenbasketbal stonden voor het eerst op het programma. Ook werd voor het eerst gebruikgemaakt van synthetische atletiekpistes en fotofinishes. Daarnaast waren er ook strikte veiligheidsmaatregelen omwille van terroristische dreiging door de Palestijnen en een Japanse sekte. Ook politiek speelde een belangrijke rol op deze Spelen. De Arabische landen, Pakistan, China en Noord-Korea wilden niet tegen Israël spelen in het tennis, schermen, basketbal en voetbal. Daarnaast werd in plaats van Taiwan de Volksrepubliek China toegelaten tot de Spelen.

## Sporten
| - Atletiek - Badminton - Basketbal - Boksen - Gewichtheffen - Gymnastiek - Hockey - Schermen | - Schietsport - Tafeltennis - Tennis - Voetbal - Volleybal - Wielersport - Worstelen - Zwemmen |

## Medaillespiegel
| Medaillespiegel | Medaillespiegel | Medaillespiegel | Medaillespiegel | Medaillespiegel | Medaillespiegel |
| --------------- | --------------- | --------------- | --------------- | --------------- | --------------- |
| Rang            | Land            | Gold            | Silver          | Bronze          | Totaal          |
| 1               | Japan           | 72              | 51              | 49              | 172             |
| 2               | Iran            | 36              | 28              | 17              | 81              |
| 3               | China           | 32              | 44              | 26              | 102             |
| 4               | Zuid-Korea      | 15              | 24              | 15              | 54              |
| 5               | Noord-Korea     | 15              | 9               | 17              | 41              |
| 6               | Israël          | 7               | 3               | 4               | 14              |
| 7               | India           | 4               | 12              | 12              | 28              |
| 8               | Thailand        | 4               | 2               | 8               | 14              |
| 9               | Indonesië       | 3               | 4               | 4               | 11              |
| 10              | Mongolië        | 2               | 5               | 8               | 15              |
| 11              | Pakistan        | 2               | 0               | 7               | 9               |
| 12              | Sri Lanka       | 2               | 0               | 0               | 2               |
| 13              | Singapore       | 1               | 3               | 7               | 11              |
| 14              | Irak            | 1               | 0               | 3               | 4               |
| 15              | Filipijnen      | 0               | 2               | 10              | 12              |
| 16              | Maleisië        | 0               | 1               | 5               | 6               |
| 17              | Birma           | 0               | 1               | 2               | 3               |
| 18              | Koeweit         | 0               | 1               | 0               | 1               |
| 19              | Afghanistan     | 0               | 0               | 1               | 1               |
| Totaal          | Totaal          | 186             | 185             | 192             | 563             |